# 箕面市立図書館
箕面市立図書館（みのおしりつとしょかん）は、箕面市が設置する公共図書館。

## 概要

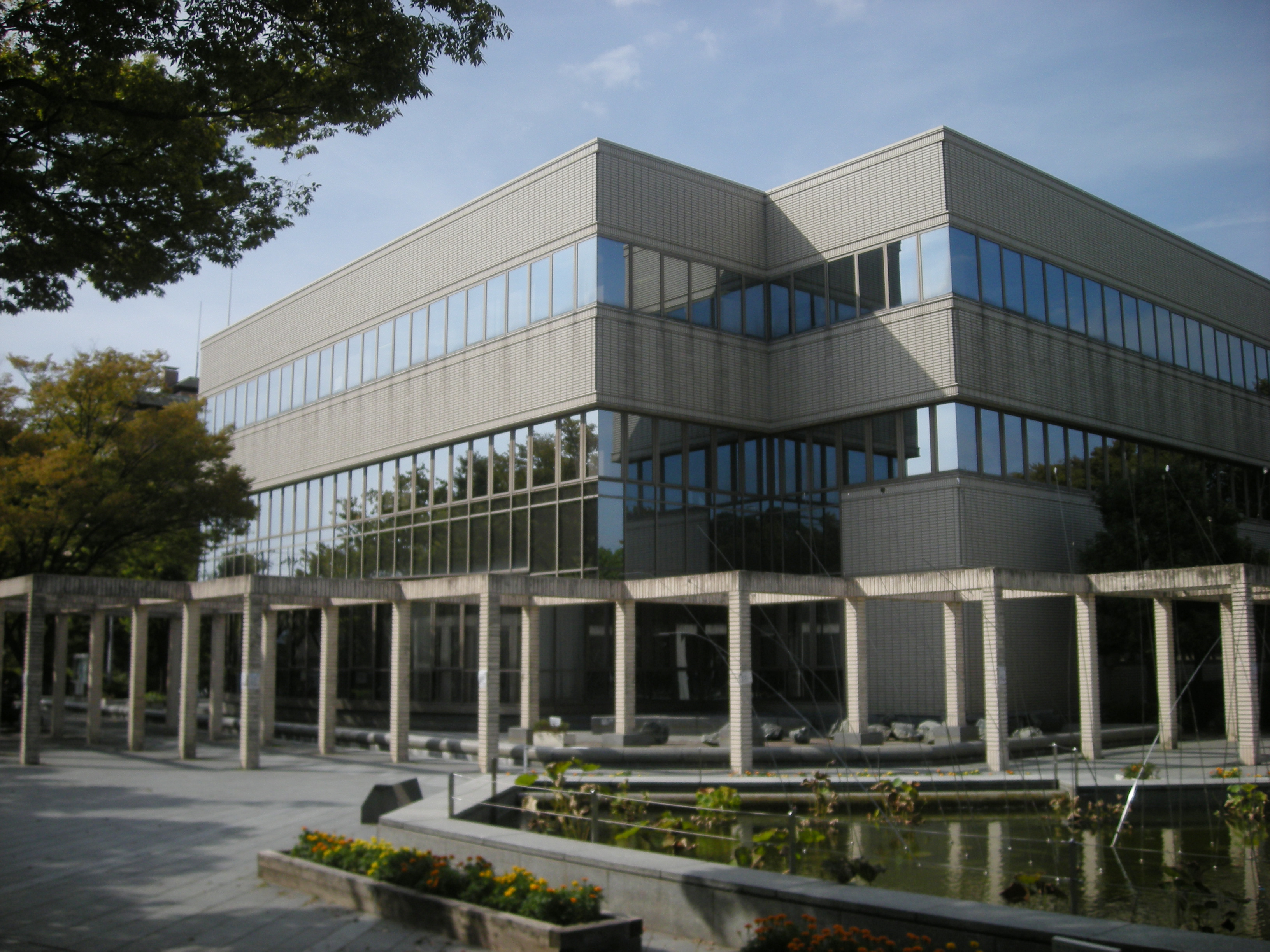
箕面市立中央図書館

資料貸出に必要な「貸出券」は、箕面市内在住・在勤・在学の人に発行される。箕面市立図書館全館に加え、大阪大学附属図書館の外国学図書館（船場図書館と併設・一体運用）も利用可能である。箕面市と図書館広域利用制度を試行している豊中市立図書館（千里図書館と蛍池図書館）を利用する場合は、別途広域利用カードの発行が必要となる。

## 図書館一覧
太字の図書館は豊中市民も利用可能。
|   | 図書館名                             | 郵便番号 | 住所                                                                               | 休館日・開室日                                                            | 開館時間                                                 |
| - | ------------------------------------ | -------- | ---------------------------------------------------------------------------------- | ------------------------------------------------------------------------- | -------------------------------------------------------- |
| 1 | 箕面市立中央図書館                   | 562-0001 | 箕面市箕面5丁目11番23号                                                            | 月曜日（休日の月曜日は開館し、振替休日は設けない） 12月29日から翌年1月3日 | 10:00 - 19:00（水・金） 10:00 - 17:00（火・木・土・日）  |
| 2 | 箕面市立東図書館                     | 562-0023 | 箕面市粟生間谷西3丁目1番3号 ※東生涯学習センターとの複合施設                        | 月曜日（休日の月曜日は開館し、振替休日は設けない） 12月29日から翌年1月3日 | 10:00 - 19:00（木曜日） 10:00 - 17:00（火・水・金 - 日） |
| 3 | 箕面市立西南図書館                   | 562-0044 | 箕面市半町4丁目6番39号                                                             | 月曜日（休日の月曜日は開館し、振替休日は設けない） 12月29日から翌年1月3日 | 10:00 - 19:00（木曜日） 10:00 - 17:00（火・水・金 - 日） |
| 4 | 箕面市立萱野南図書館                 | 562-0036 | 箕面市船場西3丁目8番22号 ※教育センターとの複合施設                                 | 月曜日（休日の月曜日は開館し、振替休日は設けない） 12月29日から翌年1月3日 | 10:00 - 19:00（金曜日） 10:00 - 17:00（火 - 木・土・日） |
| 5 | 箕面市立桜ヶ丘図書館                 | 562-0046 | 箕面市桜ヶ丘4丁目19番3号 ※桜ヶ丘人権文化センター（ヒューマンズプラザ）との複合施設 | 月曜日（休日の月曜日は開館し、振替休日は設けない） 12月29日から翌年1月3日 | 10:00 - 17:00                                            |
| 6 | 箕面市立船場図書館                   | 562-0035 | 箕面市船場東3丁目10番1号 ※2021年6月21日開設 ※大阪大学附属外国学図書館と併設        | 12月29日から翌年1月3日                                                    | 9:00 - 20:00（平日） 10:00 - 17:00（土・休）             |
| 7 | 萱野中央人権文化センター図書コーナー | 562-0014 | 箕面市萱野1丁目19番4号 ※萱野中央人権文化センター（らいとぴあ21）との複合施設       |                                                                           |                                                          |
| 8 | 移動図書館みどり号                   |          | 箕面市内12カ所のステーションを3週間ごとに巡回                                      |                                                                           |                                                          |